# Eduard II. z Baru
Eduard II. z Baru, francouzsky Édouard II de Bar, (1339 – květen 1352) byl hrabě z Baru.
Narodil se jako starší ze dvou synů hraběte Jindřicha z Baru a Jolandy z Dampierre. Hrabě Jindřich zemřel o Vánocích roku 1344, krátce po narození druhého syna a titul přešel na Eduarda. Vdova Jolanda se stala regentkou a podařilo se jí od papeže Klementa VI. získat pro oba syny, kteří nevynikali tělesným zdravím, svolení ke konzumaci masa i v době půstu. V květnu roku 1352 Eduard zemřel a hrabětem se stal jeho mladší bratr Robert.